# У ковбоев так принято
«У ковбоев так принято» (англ. The Cowboy Way) — кинофильм. Другое название — «Путь ковбоя».

## Сюжет
Два закадычных друга Сонни и Пеппер живут в небольшом городке в Нью-Мексико и зарабатывают на жизнь выступлениями на родео и ковбойских шоу. Как-то раз они узнали о том, что дочь их старого товарища кубинца Начо приехала в Нью-Йорк и, похоже, попала в беду. Пропал и сам Начо. Двое друзей впервые в жизни отправляются в большой город выручать Терезу.
В Нью-Йорке они знакомятся с самыми разными горожанами: с гангстерами и с местным полицейским, который мечтал стать героем вестерна. Друзья посещают Центральный парк, Манхэттенский мост и отель Уолдорф-Астория. Их деревенский взгляд на мир и ковбойские повадки помогают справляться с различными трудными ситуациями — одному из них даже приходится стать фотомоделью. Как оказывается девушку похитили люди криминального авторитета Джонни Старка, но друзьям, в конце концов, удаётся вызволить её из плена

## В ролях
- Вуди Харрельсон — Пеппер Льюис
- Кифер Сазерленд — Сонни Гилстрап
- Дилан Макдермотт — Джон Старк
- Эрни Хадсон — офицер Сэм «Бешеный Пёс» Шоу
- Кара Буоно — Тереза Салазар
- Марг Хелгенбергер — Маргарет
- Томас Милиан — Мэнни Уэрта
- Луис Гусман — Чанго
- Мэттью Коулз — бездомный
- Фрэнси Свифт — клерк отеля Уолдорф-Астория

## Саундтрек
Саундтреком к фильму является песня «Good Guys Don’t Always Wear White» в исполнении Bon Jovi. В клипе к этой песне используются сцены из фильма.

## Интересные факты
- Слоган фильма: «Как был завоёван Восток».